# Heinrich Ernst Bornemann
Heinrich Ernst Bornemann (* 12. August 1780 in Schwarzenbek; † 3. März 1820 in Schönberg (Mecklenburg)) war ein deutscher Jurist.

## Biografie
Bornemann studierte Rechtswissenschaften an der Universität Göttingen und wurde hier 1802 zum Dr. jur. promoviert. Er trat in den mecklenburgischen Justizdienst ein und wurde 1803 Advokat und Procurator an der Justizkanzlei Schwerin. 1804 erhielt er die Bestellung zum Notar und zugleich zum ritterschaftlichen Sekretär in Gadebusch. 1809 wurde er Stadtrichter in Gadebusch. 1814 kam er als zweiter Beamter an die neu eingerichtete Landvogtei für das Fürstentum Ratzeburg nach Schönberg, und nach dem Tod des Geheimen Justizrats Johann Philipp Seip († 3. September 1816) rückte er zum ersten Beamten mit dem Titel Gerichtsrat auf. 
Sein Bruder war der Goldberger Brunnenarzt Johann Friedrich Christian Bornemann (1791–1868).

## Schriften
- Ueber die confessio qualificata im Civilprocess, mit einer Anwendung auf die exceptio non rite adimpleti contractus. Hannover 1806
- Beweis, dass der Unterschied zwischen heilbaren und unheilbaren Nullitäten dem Jüngsten Reichsabschied ganz fremd ist und nur zu grossen Irrthümern geführt hat. Hannover: Hahn 1807
- Betrachtungen: Über die Oberappellationsgerichtsordnung für das gemeinsame Grossherzoglich Mecklenburgische Oberappellalionsgericht und über die dabei befindlichen Publicalionsverordnungen vom 1. Jul. 1818. Güstrow: Ebert 1818
- Beiträge zur Verbesserung des Appellationsverfahrens und zur bessern Einrichtung der Niedergerichte. Rostock und Schwerin 1819